# Cimetière national de Glendale
Le cimetière national de Glendale est un cimetière national des États-Unis situé près de la ville de Richmond, dans le comté de Henrico, en Virginie. Administré par le département des États-Unis des affaires des anciens combattants, il s'étend sur 2,1 acres (0,8 ha), et à la fin de 2005 contenait 2 064 inhumations. Il est fermé à de nouvelles inhumations.

## Histoire
Le cimetière national de Glendale est créé le 7 mai 1866, et nommé d'après une ferme qui était à l'époque sur la propriété. Les premières inhumations sont celles des restes des soldats de l'Union morts lors de la bataille de Malvern Hill et d'autres champs de bataille à proximité de la guerre de Sécession.
Le cimetière national de Glendale est inscrit sur le registre national des lieux historiques en 1996.

## Inhumations notables
- Le caporal Michael Fleming Folland (1949-1969), récipiendaire de la médaille d'honneur pour son action lors de la guerre du Viêt Nam.